# Honte (bras de mer)
Pour les articles homonymes, voir Honte.

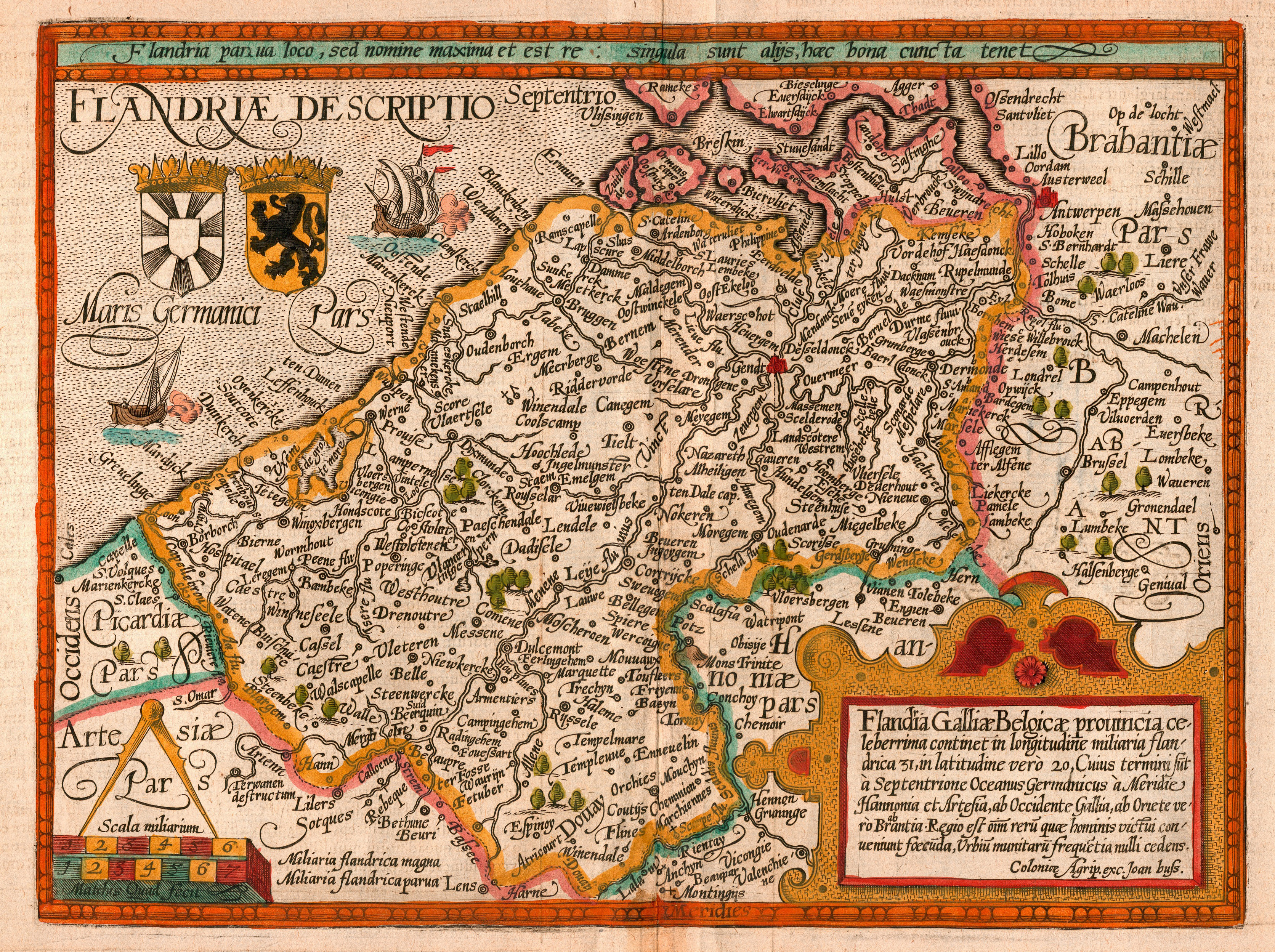
carte de 1609

Le Honte (également appelé Heidezee) est un ancien bras de l'Escaut estuaire sur la mer du Nord qui correspond à l'Escaut occidental.
Au début de notre ère, le Honte ce bras de l'Escaut, était large et peu profond. À cette époque, le lit principal était bien plus au Nord, il s'écoulait là où se trouve aujourd'hui le Nieuwe Waterweg. Petit à petit des parties de la côte ont été emportées et le cours du fleuve s'est modifié. Au VIIIe siècle, le Honte est finalement devenu le principal écoulement de l'Escaut vers la mer du Nord. Une source de 1318 indique que le nouvel Escaut ou l'Escaut occidental est appelé le Honte. À partir du XVe siècle il devient navigable. 
La connexion entre l'Escaut oriental et l'Escaut occidental s'ensable de plus en plus et un remblai est finalement construit en 1867 à l'ouest de Woensdrecht les séparant définitivement. À partir de cette date, Zuid-Beveland est devenu une presqu'île et les eaux de ce fleuve ne vont donc plus vers l'Escaut oriental.
Le nom de l'ancienne municipalité d'Hontenisse, dans l'Est de la Zélande, indique un gué sur le Honte.